# Помоклівська сільська рада
| Помоклівська сільська рада — колишній орган місцевого самоврядування у Переяслав-Хмельницькому районі Київської області з адміністративним центром у с. Помоклі. Сільській раді підпорядковані населені пункти: - с. Помоклі |

## Склад ради
Рада складається з 14 депутатів та голови.

### Керівний склад ради
| ПІБ                         | Основні відомості                                                                       | Дата обрання | Дата звільнення |
| --------------------------- | --------------------------------------------------------------------------------------- | ------------ | --------------- |
| Чернецька Галина Миколаївна | Сільський голова, 1970 року народження, освіта, член народної партії                    | 26.03.2006   | 31.10.2010      |
| Клименко Микола Васильович  | Сільський голова, 1960 року народження, освіта середня спеціальна, член Партії регіонів | 31.10.2010   |                 |

Примітка: таблиця складена за даними джерела